# USS LST-1048
O USS LST-1048 foi um navio de guerra norte-americano da classe LST que operou durante a Segunda Guerra Mundial.